# Claterna
Claterna is een geslacht van vlinders van de familie spinneruilen (Erebidae), uit de onderfamilie Calpinae.

## Soorten
- C. albiplaga Laporte, 1974
- C. boudinoti Viette, 1979
- C. cydonia Cramer, 1775
- C. gracillodina Hampson, 1926
- C. ochreoplaga Viette, 1966
- C. perinetensis Viette, 1966
- C. sparsipuncta Viette, 1966